# パプア及びニューギニア準州

パプア準州及びニューギニア準州行政連合
Administrative Union of the Territory of Papua and the Territory of New Guinea (英語)

国歌: God Save the Queen（英語）
女王陛下万歳

パプア及びニューギニア準州（パプアおよびニューギニアじゅんしゅう、英語: Territory of Papua and New Guinea）は、パプア及びニューギニアの行政連合である。

## 解説
1949年にオーストラリア統治下のパプアと、信託統治領のニューギニアが統合して設立された。
1971年に名称をパプアニューギニアに変更し、1975年に可決された独立法に基づき、パプアニューギニア独立国として独立した。

## 関連文献
- Denoon, Donald (2005). A Trial Separation: Australia and the Decolonisation of Papua New Guinea. Pandanus Books. ISBN 9781921862922